# Wolfgang Reinhardt (Leichtathlet, 1943)
Wolfgang Reinhardt (* 6. Mai 1943 in Göppingen; † 11. Juni 2011 in München) war ein deutscher Leichtathlet, der bei den Olympischen Spielen 1964 in Tokio die Silbermedaille im Stabhochsprung gewann (5,05 m). Er startete bei diesen Olympischen Spielen für die Bundesrepublik innerhalb einer gemeinsamen deutschen Mannschaft. Für diesen Erfolg wurde er am 11. Dezember 1964 mit dem Silbernen Lorbeerblatt ausgezeichnet.
Wolfgang Reinhardt gehörte zunächst der Turnerschaft Göppingen an. Sein erster Trainer war Jörg Bernlöhr, der ihm die Grundlagen der neuen Glasfibersprungtechnik vermittelte. Ab 1961 startete er für Bayer 04 Leverkusen, wo er bei Bert Sumser trainierte. In seiner aktiven Zeit war er 1,78 m groß und wog 68 kg. Er erlernte den Beruf des Chemigrafen und studierte ab 1961 Sport an der Sporthochschule Köln.